# Кордова (Боливар)
Кордова (исп. Córdoba) — город и муниципалитет на севере Колумбии, на территории департамента Боливар.

## История
До прибытия испанцев территория муниципалитета была населена представителями индейского племени малибу (malibúes). Поселение, из которого позднее вырос город, было основано в 1756 году. Муниципалитет Кордова был выделен в отдельную административную единицу в 1908 году.

## Географическое положение

Муниципалитет Кордова

Город расположен на севере центральной части департамента, на западном берегу озера Сьенага-Гранде, в левобережной части долины реки Магдалена, на расстоянии приблизительно 111 километров к юго-востоку от города Картахена, административного центра департамента. Абсолютная высота — 18 метров над уровнем моря.

Муниципалитет Кордова граничит на юге с территорией муниципалитета Маганге, на северо-западе — с муниципалитетом Эль-Кармен-де-Боливар, на севере — с муниципалитетом Самбрано, на востоке — с территорией департамента Магдалена, на юго-западе — с территорией департамента Сукре. Площадь муниципалитета составляет 150 км².

## Население
По данным Национального административного департамента статистики Колумбии, совокупная численность населения города и муниципалитета в 2015 году составляла 12 435 человек.
Динамика численности населения муниципалитета по годам:
| 2005   | 2006   | 2007   | 2008   | 2009   | 2010   | 2011   | 2012   | 2013   | 2014   | 2015   |
| ------ | ------ | ------ | ------ | ------ | ------ | ------ | ------ | ------ | ------ | ------ |
| 13 113 | 12 995 | 12 900 | 12 823 | 12 749 | 12 678 | 12 626 | 12 573 | 12 527 | 12 475 | 12 435 |

Согласно данным переписи 2005 года мужчины составляли 54,4 % от населения Кордовы, женщины — соответственно 45,6 %. В расовом отношении белые и метисы составляли 90,2 % от населения города; негры, мулаты и райсальцы — 9,8 %.
Уровень грамотности среди всего населения составлял 67,6 %.

## Экономика
Основу экономики Кордовы составляет скотоводство.

66,4 % от общего числа городских и муниципальных предприятий составляют предприятия торговой сферы, 23,2 % — предприятия сферы обслуживания, 9,3 % — промышленные предприятия, 1,1 % — предприятия иных отраслей экономики.